# Elaeocarpus coodei
Elaeocarpus coodei är en tvåhjärtbladig växtart som beskrevs av Weibel. Elaeocarpus coodei ingår i släktet Elaeocarpus och familjen Elaeocarpaceae. Inga underarter finns listade i Catalogue of Life.